# Cathartocryptus
Cathartocryptus é um género de coleópteros da família Erotylidae.